# Nino Kirov
Nino Kirov, in bulgaro Нино Киров? (Blagoevgrad, 11 settembre 1945 – Sofia, 25 settembre 2008), è stato uno scacchista bulgaro.
Ottenne il titolo di Grande maestro nel 1975.
Vinse il campionato bulgaro juniores (under-18) nel 1962, e il Campionato bulgaro assoluto nel 1973 e 1978.
Kirov è noto per aver interrotto la serie di 95 partite consecutive senza sconfitte di Michail Tal' (un record rimasto a lungo imbattuto) nel torneo di Novi Sad del 13-31 ottobre 1974. Tal' vinse però il torneo con +9 =5 -1.
Principali risultati di torneo:
- 1973:  primo a Čoka;
- 1974:  secondo dietro a Vladimir Karasev nel Memorial Rubinstein di Polanica-Zdrój;
- 1975:  pari primo nel Memorial Kostić di Vršac;
- 1978:  primo a Białystok;
- 1979:  primo a Salonicco;
- 1980:  primo a Varsavia, secondo-terzo a Eksjö;
- 1983:  primo a Hradec Králové;
- 1985:  secondo a Potsdam;
- 1986:  terzo-quinto a Roma (dietro a Gyula Sax e Ulf Andersson);[2]
- 1996:  primo a Cannes.